# Vytautas Landsbergis
Vytautas Landsbergis (Kaunas, 1932. október 18. –) litván zenetudós, konzervatív politikus. 1991 és 1992 között a Litván Legfelsőbb Tanács elnökeként kulcsszerepe volt a független litván államiság visszaállításában. Később a litván parlament, a Saeimas elnöke,[forrás?] majd 2004–2014 között az Európai Parlament képviselője volt.
2012-ben megkapta a Magyar Érdemrend nagykeresztje kitüntetést.